# Un disco per l'estate 1989
L'edizione 1989 di Un disco per l'estate, denominata La grande festa dell'estate, è un programma di Amurri & Verde Angiolella Verdelli.
Viene trasmessa in diretta TV su Raiuno, in due serate (anche in Eurovisione) dal Palazzetto dello Sport di Saint-Vincent, con la collaborazione di Franco Cantarelli ed Antonio Nocera ed il patrocinio della Regione Autonoma Valle d'Aosta e della C.I.T.A.V. di Saint-Vincent. Presentano: Heather Parisi, Fabrizio Frizzi, Giancarlo Magalli.
17 giugno la serata andava in onda in Eurovisione (con Antonello Venditti, Zucchero e De Gregori, Paul McCartney, Angelo Branduardi, Mario Castelnuovo e gli altri ospiti). 19-23 giugno nelle ore 22,30 andavano le serate "Saint Vincent'89 notte" con i giovani.
La gara, prevista soltanto per la categoria "Giovani", viene vinta ex aequo da Santandrea con Un'arancia e da Francesco Baccini con Figlio unico.
- Scenografia: Luigi Dell'Aglio
- Direttore della fotografia: Franco A.Ferrari
- Direttore di produzione: Gianni Civallero
- Produttore esecutivo: Carlo Principini
- Regia: Furio Angiolella
- Sigla: Eugenio ed Edoardo Bennato - Le città di mare
- Sigla finale: Paul McCartney

## Big
- Antonello Venditti: Mitico amore
- Gianna Nannini: Voglio fare l'amore
- Francesco De Gregori: Bambini venite parvulos (dal vivo)
- Renato Zero: Il grande mare + Talento
- Enrico Ruggeri: Che temperamento
- Zucchero Fornaciari: Nice (Nietzsche) che dice
- Vasco Rossi: Liberi liberi (dal vivo)
- Pooh: strumentale
- Fabio Concato: Guido piano, Ti ricordo ancora (dal vivo, in collegamento con il Chiostro di Sant'Orso di Aosta)
- Stadio: Puoi fidarti di me
- Mario Castelnuovo: Sul nido del cuculo
- Angelo Branduardi: Fame di sole

## Giovani (Saint Vincent'89 notte)
- Francesco Baccini: Figlio unico
- Santandrea: Un'arancia
- Alessandro Bono: Di solo amore
- Lijao: Com'è grande la città
- Massimo Priviero: San Valentino
- Ladri di Biciclette
- Sharks
- Bungaro
- Skizzo
- Giampiero Artegiani: Madre Negra Aparecida

## Ospiti
- Swing Out Sister: You on My Mind
- Stevie Wonder: Master Blaster
- Johnnie Blue: Fergus Singing the Blues
- Paul McCartney: Flowers in the Dirt e This One (in collegamento dal Teatro Vittoria)
- Richard Marx: Satisfied